# بستر گفت‌وگوی برخط
بستر گفت‌وگوی برخط یک بستر برخط (آنلاین) است که به‌طور خاص برای بحث برخط ساخته شده‌است یا بحث برخط را ممکن می‌کند.

## تاریخچه
در سال ۱۹۷۹ دانشجویان دانشگاه دوک اولین بستر گفتگوی برخط را با استفاده از یوزنت ایجاد کردند.

## کاربردها
بسترهای گفتگوی برخط می‌توانند افراد را در تفکر جمعی و تبادل دیدگاه‌ها و ایجاد درک بین‌فرهنگی مشارکت دهند.
نمایش عمومی ایده‌ها می‌تواند معناسازی بین الاذهانی را تقویت کند.
بسترهای گفتگوی برخط ممکن است ابزار ساختاری مهمی برای مشارکت مؤثر در مقیاس بزرگ باشند.

### کاربردهای آموزشی
بسترهای گفتگوی آنلاین می‌توانند در آموزش نقش داشته باشند. در سال‌های اخیر، بسترهای گفتگوی آنلاین نه تنها به بخش مهمی از آموزش از راه دور تبدیل شده‌اند بلکه در محیط‌های فیزیکی دانشگاهی نیز همین کاربرد را پیدا کرده‌اند.
برای مثال، جامعه آموزش الکترونیکی تعاملی پیشنهادی (iELC) بستری است که دانشجویان فیزیک را در وظایف یادگیری برخط و کلاس درس درگیر می‌کند. در بحث‌های مختصر کلاس درس، ابتدا فرمول‌ها، تعاریف و مفاهیم بنیادی فیزیک مطرح می‌شوند، پس از آن دانش‌آموزان در بحث رسمی iELC شرکت می‌کنند و از ابزارهای چت و گفتگو برای بهبود درک خود از موضوع استفاده می‌کنند. سپس معلم در جلسه کلاس بعدی در مورد پست‌های منتخب انجمن بحث می‌کند.
بسترهای بحث آنلاین کلاسِ درس یک نوع دیگر از این بسترها هستند.
رز استدلال می‌کند که انگیزه اساسی برای توسعه بسترهای یادگیری الکترونیکی به صرفه بودن مقیاس‌پذیری آن هاست - آموزش دانش‌آموزان بیشتر با پول کمتر.
یک مطالعه نشان داد که زمانی که بستر آموزش الکترونیکی مکانیزم پاداش‌دهی در برنامه درسی را به فعالیت‌های یادگیری می‌افزاید، فراگیران میزان بحث در دروس را افزایش داده و به‌طور فعال با بستر آموزش الکترونیکی تعامل خواهند داشت.

### کاربرد در شهرهای هوشمند
ساختمان «سیتی تاون‌هال» در روتردام شامل یک بستر مشارکتی برای سیاست‌گذاری عمومی است.

## ساده‌سازی
پلتفرم‌های گفتگوی آنلاین ممکن است بر اساس ساده‌کردن بحث‌ها برای کارایی، سودمندی و کیفیت بیشتر طراحی شوند و بهبود یابند. برای مثال ویژگی‌هایی مانند رای‌گیری، اعلان‌های هدفمند، تعریف سطوح کاربر، بازی‌وارسازی، اشتراک‌های الکترونیکی، استفاده از ربات‌ها، الزامات بحث، ساختاربندی، طرح‌بندی، مرتب‌سازی، پیونددهی، سازوکارهای بازخورددهی، ویژگی‌های شهرت‌مندی، ویژگی‌های سیگنال‌دهی تقاضا، ویژگی‌های درخواست‌کردن، برجسته‌سازی بصری، جداسازی، ابزارهای همکاری بلادرنگ، ابزارهایی برای بسیج انسان و منابع، استانداردسازی، پردازش داده‌ها، تقسیم‌بندی، خلاصه‌سازی، تعدیل، فواصل زمانی، طبقه‌بندی/برچسب گذاری خودکار، قوانین و نمایه سازی را می‌توان به صورت هم‌افزا برای ارتقای بسترهای بحث و گفتگو استفاده کرد.
در سال ۲۰۱۳ سارا پرز ادعا کرد که بهترین بستر برای بحث آنلاین هنوز ایجاد نشده‌است، و خاطرنشان کرد که بخش‌های نظرات می‌توانند مفیدتر باشند اگر نشان دهند «کدام نظرات یا اشتراک‌گذاری‌ها طنین‌انداز شده‌اند و چرا» به طوری که «فهمیده شود چه کسی سزاوار شنیده‌شدن است».
بسترهای آنلاین ذاتاً انحصار ورودی از شهروندان آگاه را تضمین نمی‌کنند. تحقیقات نشان می‌دهد که چنین فضاهایی حتی می‌توانند مشارکت ژرف‌اندیشانه را تضعیف کنند، زمانی که اجازه داده می‌شود که محتوای خصمانه، سطحی و نادرست بر گفتگو غالب شود (همچنین رجوع کنید به: ترول اینترنتی، پست‌های مزخرف). یک سازوکار ضروری که این بسترها را قادر می‌سازد تا بحث و و مشارکت در سیاست‌ها از شهروندان آگاه را ارائه کنند، ژرف‌اندیشی است. ادعا می‌شود که چالش اصلی در ایجاد یک زمینه آنلاین در این نهفته‌است که صرفاً ورودی‌های عمومی را جمع نکند، بلکه بحث عمومی آگاهانه را ترویج کند که ممکن است برای فرایند سیاست‌گذاری مفید باشد.
ارتباطات برخط شهروندی در زمینه ارزیابی میزان ژرف‌اندیشانه بودن محتوای آنها و اینکه چگونه ادراک انتخابی و تکه‌تکه شدن ایدئولوژیک در آنها نقش دارد مورد مطالعه قرار گرفته‌است (همچنین نگاه کنید به: حباب فیلتر). یکی از زیرشاخه‌های تحقیقات ژرف‌اندیشی آنلاین به امکان توسعه بسترهای جدید اختصاص دارد که «گونه ای از تجارب ژرف اندیشانه‌ای را که از گزینه‌های موجود فعلی پیشی می‌گیرند، تسهیل می‌کنند».